# Popești (gmina Măciuca)
Popești – wieś w Rumunii, w okręgu Vâlcea, w gminie Măciuca. W 2011 roku liczyła 288 mieszkańców.